# Passail
Die Marktgemeinde Passail mit 4366 Einwohnern (Stand 1. Jänner 2025) liegt rund 30 Kilometer nordöstlich von Graz in der Steiermark (Österreich). Passail liegt im Gerichtsbezirk und Bezirk Weiz.

## Geografie

### Geografische Lage
Passail zählt zur Region Almenland und liegt im Kern des Passailer Beckens im Grazer Bergland auf einer Seehöhe von 653 Metern.
Die Raab entspringt in der Gemeinde. Sie mündet nach dem Verlassen Österreichs in Ungarn in die Donau. Im Osten wird das Gemeindegebiet teilweise vom Weizbach begrenzt, der es in Richtung Süden durch die Weizklamm verlässt.

### Gemeindegliederung
Das Gemeindegebiet gliedert sich seit 2020 in 13 Ortschaften (Einwohnerzahl Stand 1. Jänner 2025):
- Amstein (76)
- Arzberg (485)
- Auen (228)
- Hart (178)
- Haufenreith (293)
- Hintertober (8)
- Hohenau an der Raab (455)
- Krammersdorf (264)
- Oberneudorf (224)
- Passail (1551)
- Plenzengreith (174)
- Tober (275)
- Unterneudorf (155)

Die Gemeinde besteht seit 2020 aus acht Katastralgemeinden (Fläche Stand 31. Dezember 2023):
- Arzberg (1.589,81 ha)
- Haufenreith (800,99 ha)
- Hohenau (2.311,97 ha)
- Kramersdorf (659,46 ha)
- Neudorf bei Semriach (1.271,35 ha)
- Passail (724,14 ha)
- Plenzengreith (475,98 ha)
- Tober (656,84 ha)

### Eingemeindungen und Namensänderungen
- Am 1. September 1951 wurde der Gemeindename von Neudorf bei Semriach in „Neudorf bei Passail“ geändert.[3]
- Am 1. Jänner 1952 wurde die ehemalige Gemeinde Tober in Fladnitz an der Teichalm eingemeindet.[4]
- Am 1. Jänner 1968 wurden die ehemaligen Gemeinden Haufenreith und Krammersdorf in Hohenau an der Raab eingemeindet.[5]
- Am 1. Jänner 2015 wurden im Rahmen der Gemeindestrukturreform in der Steiermark die ehemaligen Gemeinden Arzberg, Hohenau an der Raab und Neudorf bei Passail eingemeindet.[6]
- Am 1. Jänner 2020 wurde die Katastralgemeinde Plenzengreith aus der Gemeinde Gutenberg-Stenzengreith ausgeschieden und in die Marktgemeinde Passail eingegliedert.[7]

### Nachbargemeinden
Zwei der sechs Nachbargemeinden liegen im Bezirk Graz-Umgebung (GU).
| Fladnitz an der Teichalm |                                             | Sankt Kathrein am Offenegg |
|                          | Kompassrose, die auf Nachbargemeinden zeigt | Naas                       |
| Semriach (GU)            | Sankt Radegund bei Graz (GU)                | Gutenberg-Stenzengreith    |

## Geschichte
Durch den Fund eines Steinbeils in der Tober kann man eine frühe Besiedlung im Raum Passail auf 3000 v. Chr. ansetzen.
Für die Römerzeit wird ein römischer Gutshof südwestlich des heutigen Marktes Passail vermutet und fünf Römersteine sind für diese Gegend bekannt. Einer ist an der Südseite des Pfarrhofs eingemauert.
Nach den Römern siedelten im Raum Passail Slawen. Passail soll vom slawischen Grundwort „Se(d)lo“ mit der Präposition „Po“ abgeleitet werden können und in etwa „bei, neben, hinter der Siedlung“ bedeuten, da die slawischen Siedler bereits einen römischen Hof vorfanden.
Verschiedenste Schreibweisen von Passail waren: Pozile, Pozeil, Puzeil, Possel, Poseyle, Posel, Bosaeil, Posewl, Puseyl, Passayl (13. bis 16. Jahrhundert). Die slawische Besiedlung spiegelt sich auch im Patrozinium der Pfarrkirche wider, die dem heiligen Vitus geweiht ist, dem Patron der Slawen. In der Steiermark zeigen solche Hl.-Veits-Kirchen eine starke slawische Namensgebung an, so auch unter anderem in Liezen, Leoben, Veitsch, Paldau, Söchau oder Pöllau.
Tober hingegen wurde erstmals 1240 als „Dobre“ genannt und bedeutet aus dem Slawischen übersetzt: „Gutwasser“ als Flussname und „fruchtbare Gegend“ als Ortsname.
Schließlich setzte im 12. Jahrhundert eine bairische Besiedelung im Raum Passail ein, wovon sich die deutschen Namen Hart (für bewaldetes Gebiet) und Unter-Pircha (bezogen auf den Baumbestand der Birken) ableiten lassen. Schließlich erbten die Stubenberger den Großteil des Passailer Kessels, die um 1200 bäuerliche Siedler und ritterliche Rodungsleiter hierher schickten. Es wurden planmäßig angelegte Dörfer geschaffen, zuerst regelhafte Dorfsiedlungen, dann lang gezogene Waldhufensiedlungen und zuletzt auch abgelegene Einzelhöfe. Dem späteren Marktort Passail kam damals schon eine zentrale Rolle, wegen des günstigen Siedlungslandes, zugute.
Am 30. August 1230 wurde der Ort Passail erstmals urkundlich erwähnt. In einer Stubenberger Schenkungsurkunde wurde „Herbort von Pozile“, der Verwalter und Stellvertreter der Stubenberger im Markt Passail als Zeuge genannt.
In der Nähe dem heutigen Haus Passail befand sich die Burg Passail, die der Sitz der Herren von Passail war. Der Markt selbst, um einen Rechteckplatz mit kleinen Häusern und Grundstücken, etwa 25 bis 30 Hofstätten gelegen, wurde etwa zwischen 1220 und 1240 gegründet. Der 120 m lange und 40 m breite Marktplatz gehörte zu den größten Plätzen steirischer Märkte, der auf seiner gesamten Länge von keiner Querstraße gekreuzt wurde. Das gewerbliche Leben entwickelte sich in den Hofstätten, die den Platz umgaben. Doch die erste urkundliche Erwähnung als „Markt Passail“ gab es erst 1328.
Neben den weltlichen Besitzungen hatte auch das Bistum Seckau, mit der Pfarre Passail, einige Besitzungen in Passail, die von Stubenbergern oder ihren ritterlichen Leuten gestiftet wurden. Daneben hatten auch andere Herrschaften Besitzungen erlangt:
- Stubenberger Teilherrschaften (Stubegg, Ober- und Unterkapfenberg)
- Nichtstubenberger Herrschaften (Freiberg, Stadl, Gösting)
- Kirchliche Grundherrschaften (Pfarre Passail, Pfarre Sankt Lorenzen im Mürztal, Bischofshof Seckau, Stift Rein)

1420 wurde der Markt geteilt. Ulrich von Stubenberg auf der Burg Stubegg bei Arzberg bekam den westlichen Teil des Marktes (heutige Obergasse, Hauptplatz, Friedhofsweg) und Friedrich von Stubenberg auf dem neu erbauten Ansitz Sacher/Hechtlturm, (ehemalige Gemeinde Hohenau an der Raab) den östlichen Teil.
In der Neuzeit fand eine größere Zersplitterung der Besitzungen statt, da Passailer Marktbürger Eigentümer wurden. 1328 gab es 38 Bürger in Passail, 1527 bereits 70 Bürgerhäuser. Im 16. Jahrhundert gab es einen Bevölkerungsverlust, der zu Besitzkonzentrationen (ein Bürger hatte mehrere Hofstätten) führte. Der Wiederanstieg der Bevölkerung wird durch den Bau der Annenkapelle auf dem Lindenberg markiert, der 1510 als Dank für die überstandene Pestgefahr errichtet wurde.
Nachdem die Bürgerschaft alle naturräumlichen Reserven im Passailer Raum aufgebraucht hatte, wurde 1648 der weit entlegene herrschaftliche Wulkersbachwald im Bärental an der oberen Raab (im ehemaligen Gemeindegebiet von Hohenau) angekauft. 1731/32 wurde der Hundsberg von der Herrschaft Stubegg gekauft um genügend Grundreserven für die Bewirtschaftung zu erlangen. Bis 1800 wurde der Markt nur um wenige Häuser erweitert, im 19. Jahrhundert setzte schließlich eine Erweiterung des Siedlungsgebietes im Bereich Lindenberg-Büchläcker ein. Nach 1945 entstand die etwas entferntere Josefinensiedlung.
Seit 1849 hatte Passail, wie jede andere politische Gemeinde, einen Bürgermeister, einen gewählten Gemeinderat und ein eigenes Marktrecht, also das Recht Märkte abzuhalten. Im 19. Jahrhundert gab es stets fünf Jahrmärkte („Kirtage“), jeweils am Mathiastag (24. Februar), Gründonnerstag, Veitstag (15. Juni), Michaelstag (29. September) und am Thomastag (21. Dezember). Von 1328 bis 1848 gab es in Passail ein Marktgericht.
Die Aufhebung der Grundherrschaften erfolgte 1848. Die Ortsgemeinde als autonome Körperschaft entstand 1850. Nach der Annexion Österreichs 1938 kam die Gemeinde zum Reichsgau Steiermark, 1945 bis 1955 war sie Teil der britischen Besatzungszone in Österreich.

### Bevölkerungsentwicklung
| Passail: Einwohnerzahlen von 1869 bis 2024          | Passail: Einwohnerzahlen von 1869 bis 2024 | Passail: Einwohnerzahlen von 1869 bis 2024 | Passail: Einwohnerzahlen von 1869 bis 2024 | Passail: Einwohnerzahlen von 1869 bis 2024 |
| --------------------------------------------------- | ------------------------------------------ | ------------------------------------------ | ------------------------------------------ | ------------------------------------------ |
| Jahr                                                |                                            |                                            |                                            | Einwohner                                  |
| 1869                                                | 1869                                       |                                            | 3.844                                      | 3.844                                      |
| 1880                                                | 1880                                       |                                            | 3.937                                      | 3.937                                      |
| 1890                                                | 1890                                       |                                            | 3.904                                      | 3.904                                      |
| 1900                                                | 1900                                       |                                            | 4.014                                      | 4.014                                      |
| 1910                                                | 1910                                       |                                            | 4.091                                      | 4.091                                      |
| 1923                                                | 1923                                       |                                            | 3.867                                      | 3.867                                      |
| 1934                                                | 1934                                       |                                            | 4.159                                      | 4.159                                      |
| 1939                                                | 1939                                       |                                            | 4.014                                      | 4.014                                      |
| 1951                                                | 1951                                       |                                            | 4.135                                      | 4.135                                      |
| 1961                                                | 1961                                       |                                            | 3.978                                      | 3.978                                      |
| 1971                                                | 1971                                       |                                            | 4.149                                      | 4.149                                      |
| 1981                                                | 1981                                       |                                            | 4.207                                      | 4.207                                      |
| 1991                                                | 1991                                       |                                            | 4.316                                      | 4.316                                      |
| 2001                                                | 2001                                       |                                            | 4.668                                      | 4.668                                      |
| 2011                                                | 2011                                       |                                            | 4.537                                      | 4.537                                      |
| 2021                                                | 2021                                       |                                            | 4.426                                      | 4.426                                      |
| 2024                                                | 2024                                       |                                            | 4.379                                      | 4.379                                      |
| Quelle(n): Statistik Austria, Gebietsstand 1.1.2021 |                                            |                                            |                                            |                                            |

### Religionen
| Religion                               | Personen | Prozent |
| -------------------------------------- | -------- | ------- |
| Römisch-katholische Kirche             | 1949     | 96,5 %  |
| Evangelische Kirche                    | 0025     | 01,2 %  |
| Orthodoxe Kirche                       | 0014     | 00,7 %  |
| Islam                                  | 0009     | 00,4 %  |
| kein religiöses Bekenntnis / unbekannt | 0022     | 01,1 %  |

Quelle (Stand Volkszählung 2001): 

## Kultur und Sehenswürdigkeiten
Arzberg

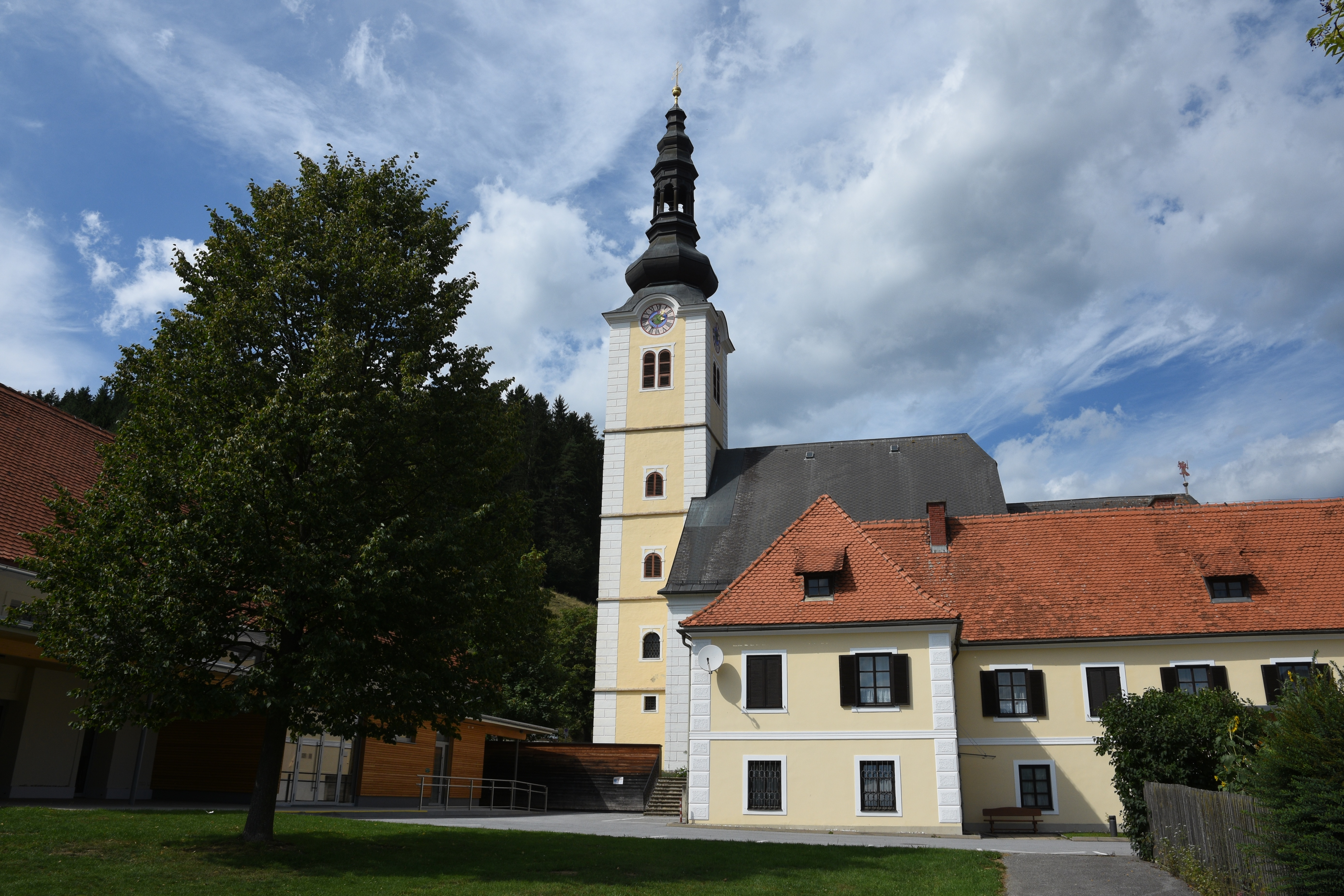
Veitskirche Passail

- Katholische Pfarrkirche Arzberg hl. Jakobus der Ältere

Passail
- Pfarrkirche Hl. Veit
- Pfarrhof mit römischen Inschriftsstein
- Palmkapelle, erbaut 1653, jetzt Kriegergedächtnisstätte
- Filialkirche Hl. Anna am Lindenberg
- Mariensäule auf dem Marktplatz
- Sogenannte Nagelschmiede auf Nr. 45, ehemals Armenhaus, heute Bibliothek

## Wirtschaft und Infrastruktur
Die Verkehrsanbindung erfolgt durch die Rechbergstraße B 64.
Die Gemeinde bildet gemeinsam mit Fladnitz an der Teichalm, Gasen, Breitenau am Hochlantsch, Pernegg an der Mur und St. Kathrein am Offenegg den Tourismusverband „Naturpark Almenland Teichalm-Sommeralm“. Dessen Sitz ist in Fladnitz an der Teichalm.

### Öffentliche Einrichtungen
- Passail verfügt über einen Kindergarten, je eine Volksschule, Realschule, Neue Mittelschule (NMS), Polytechnische Schule.[10]
- Freizeit-Zentrum mit einer 18-Loch-Golfanlage gemeinsam mit der Gemeinde Fladnitz an der Teichalm.[11]
- Senioren- und Pflegeheim mit 38 Betten.[12]

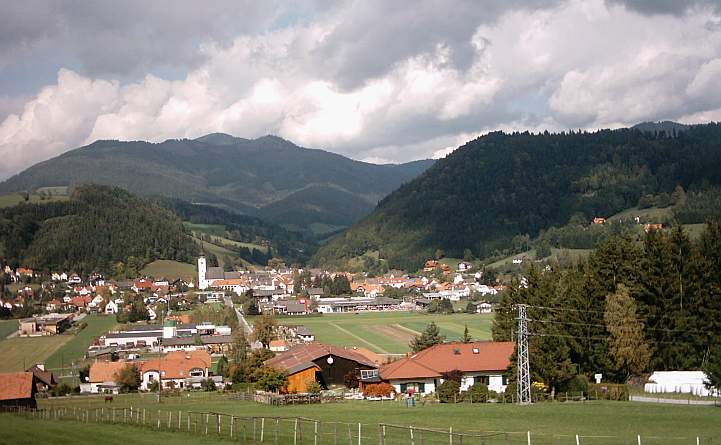
Passail
Neue Mittelschule
Rotes Kreuz, Ortsstelle Passail
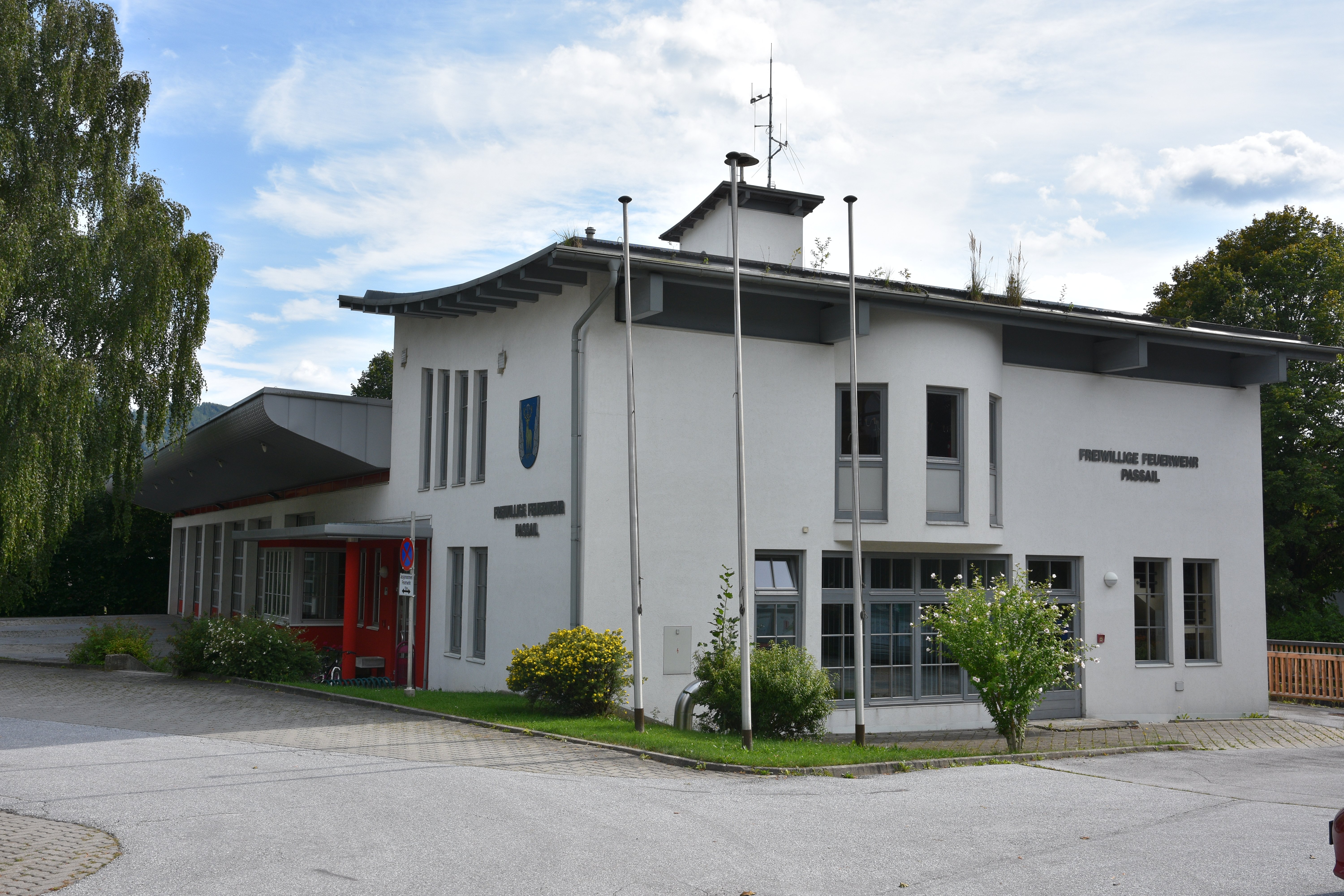
Feuerwehrhaus Passail

## Politik

### Bürgermeister
Bürgermeisterin ist Eva Karrer (SPÖ), die sich in der konstituierenden Sitzung des Gemeinderats am 27. April 2015 mit 11:10 Stimmen gegenüber dem bisherigen Bürgermeister und zwischenzeitlichen Regierungskommissär Günter Linzberger (ÖVP) durchsetzte.
Dem Gemeindevorstand gehören weiters der erste Vizebürgermeister Peter Manfred Harrer (SPÖ), der zweite Vizebürgermeister Werner Berghofer (ÖVP), der Gemeindekassier Albin Harrer (SPÖ) und das Vorstandsmitglied Franz Klamler (ÖVP) an.
Bürgermeister der Großgemeinde Passail:
- 2015–2025 Eva Karrer (SPÖ)
- seit 2025 Patrick Rosenberger (ÖVP)[15]

### Gemeinderat
Der Gemeinderat besteht aus 21 Mitgliedern und setzt sich nach der Gemeinderatswahl 2020 wie folgt zusammen:
- 12 SPÖ
- 07 ÖVP
- 02 FPÖ

Die letzten Gemeinderatswahlen brachten die folgenden Ergebnisse:
| Partei                | Großgemeinde Passail | Großgemeinde Passail | Großgemeinde Passail | Großgemeinde Passail | Großgemeinde Passail | Großgemeinde Passail |                  | Passail          | Passail          | Passail          | Passail          | Passail          | Passail          | Passail          | Passail          | Passail |
| Partei                | 2020                 | 2020                 | 2020                 | 2015                 | 2015                 | 2015                 | 2010             | 2010             | 2010             | 2005             | 2005             | 2005             | 2000             | 2000             | 2000             |         |
| Partei                | Stimmen              | %                    | M.                   | St.                  | %                    | M.                   | St.              | %                | M.               | St.              | %                | M.               | St.              | %                | M.               |         |
| --------------------- | -------------------- | -------------------- | -------------------- | -------------------- | -------------------- | -------------------- | ---------------- | ---------------- | ---------------- | ---------------- | ---------------- | ---------------- | ---------------- | ---------------- | ---------------- | ------- |
| SPÖ                   | 1619                 | 55,56                | 12                   | 0912                 | 30                   | 06                   | 321              | 23               | 03               | 452              | 33               | 5                | 231              | 17               | 02               |         |
| ÖVP                   | 0999                 | 34,28                | 7                    | 1381                 | 46                   | 10                   | 930              | 68               | 11               | 804              | 58               | 9                | 883              | 66               | 11               |         |
| FPÖ                   | 0296                 | 10,16                | 02                   | 0710                 | 24                   | 05                   | 081              | 06               | 01               | 129              | 09               | 1                | 142              | 11               | 01               |         |
| Passailer Bürgerliste | nicht kandidiert     | nicht kandidiert     | nicht kandidiert     | nicht kandidiert     | nicht kandidiert     | nicht kandidiert     | 035              | 03               | 0                | nicht kandidiert | nicht kandidiert | nicht kandidiert | nicht kandidiert | nicht kandidiert | nicht kandidiert |         |
| Die Grünen Passail    | nicht kandidiert     | nicht kandidiert     | nicht kandidiert     | nicht kandidiert     | nicht kandidiert     | nicht kandidiert     | nicht kandidiert | nicht kandidiert | nicht kandidiert | nicht kandidiert | nicht kandidiert | nicht kandidiert | 080              | 06               | 01               |         |
| Wahlberechtigte       | 3698                 | 3698                 | 3698                 | 3657                 | 3657                 | 3657                 | 1662             | 1662             | 1662             |                  |                  |                  |                  |                  |                  |         |
| Wahlbeteiligung       | 79,5 %               | 79,5 %               | 79,5 %               | 83,1 %               | 83,1 %               | 83,1 %               | 83,5 %           | 83,5 %           | 83,5 %           | 88 %             | 88 %             | 88 %             | 88 %             | 88 %             | 88 %             |         |

### Wappen

Wappen der Vorgängergemeinden
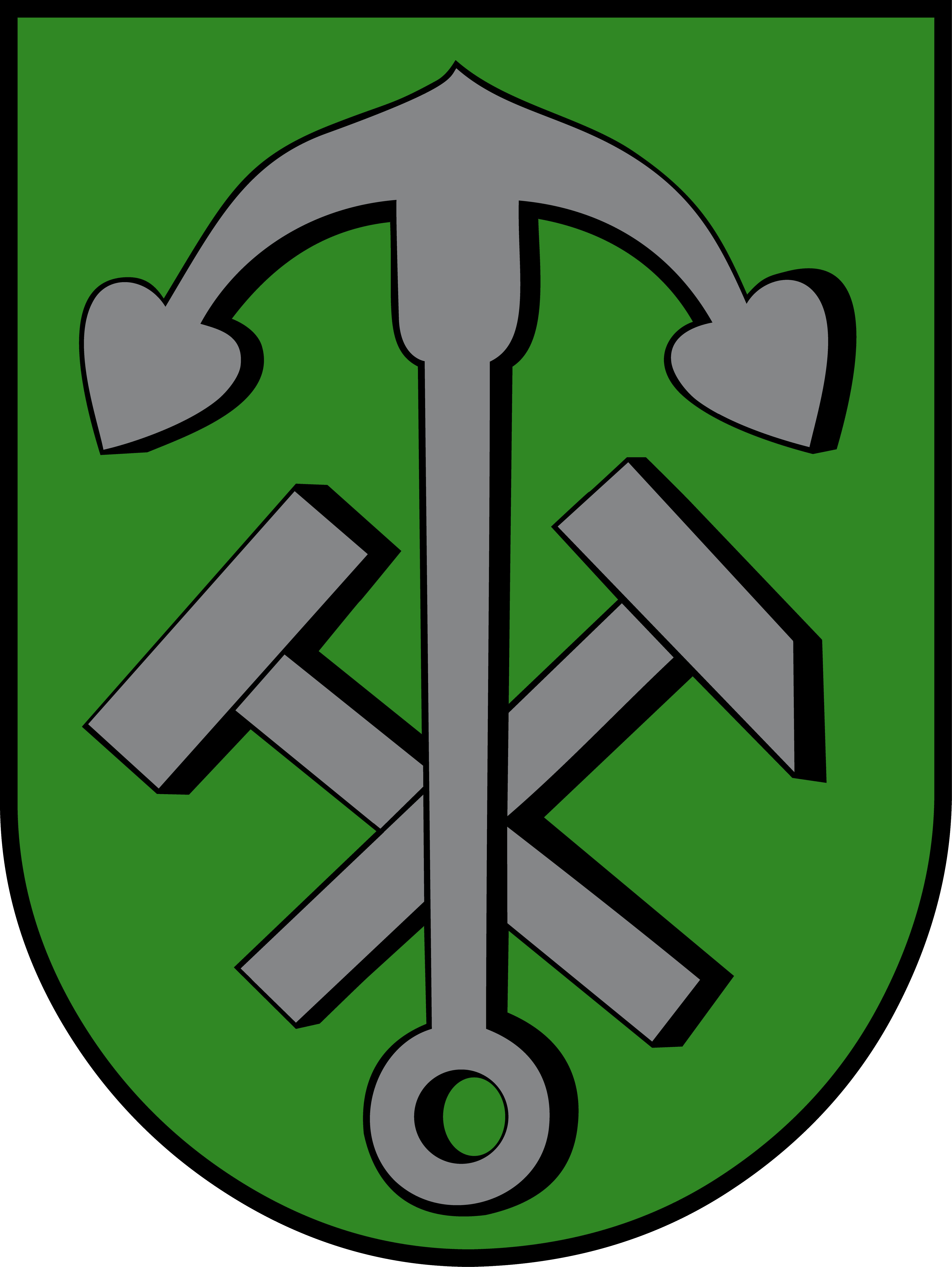
Arzberg
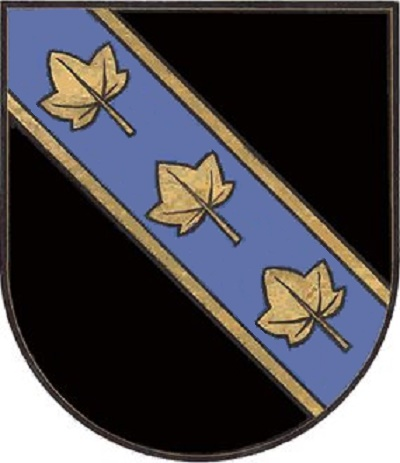
Hohenau an der Raab
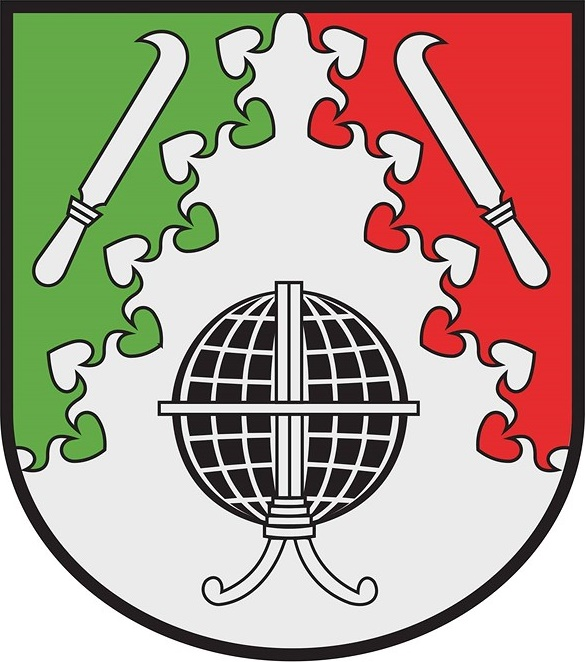
Neudorf bei Passail
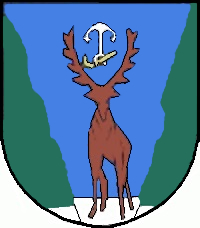
Passail bis 2014

Die Verleihung des Wappens erfolgte am 15. Dezember 1639 durch Kaiser Ferdinand III.
Die Wappenbeschreibung lautete:
„Ainen Blaw, oder Lasurfarben Schildt, in dessen grundt ain weisser Fluß, darinen zwischen zwayen an den Schildts Rants Seitten Hochaufgehenden schroffigen Stainfelßen, ain herwerts zum gang geschickhter Hirsch, seiner natürlichen Färb, mit zwayen aufhabenden Geweyen, iedes oben mit zwayen gleichen, vnd neben herab dreyen Zinckhen, zwischen den Geweyen ain weiß oder silberfarber aufrecht gestelter Anckher, den Ring vnder sich khehrendt, durch denselben ain Gelb, oder Goldtfarber Zopffen gegen der Linckhen durchzogner erscheinen thuet.“
Wegen der Gemeindezusammenlegung verlor das Wappen seine offizielle Gültigkeit. Die ehemaligen Gemeinden Arzberg, Hohenau an der Raab und Neudorf bei Passail hatten bis Ende 2014 eigene Wappen, zu allen Beschreibungen siehe Wikipedia Commons.
Die Wiederverleihung des Gemeindewappens für die Fusionsgemeinde Passail erfolgte mit Wirkung vom 30. Juni 2016.
Die Blasonierung lautet:
„In blauem Schild auf silbern geflutetem Schildfuß zwischen silbernen Schildflanken aus schroffen, sich nach oben verjüngenden Felswänden stehend ein herschauender goldener Hirsch, dessen zehnendiges Geweih einen silbernen gestürzten Anker mit durch den Ring gezogenem goldenen Zopf einschließt.“

## Persönlichkeiten
- Peter Engelbrecht (1414–1491), Bischof von Wiener Neustadt

### Ehrenbürger
- 1889: Andreas Volk, Pfarrer
- 1912: Bernhard von Uechtritz
- 1932: Jakob Reisinger
- 1971: Johann Greimel, Bürgermeister von Passail 1946–1970
- 1971: Franz Schinnerl, Vizebürgermeister
- 1978: Friedrich Niederl (1920–2012), Landeshauptmann der Steiermark 1971–1980
- 1978: Anton Hable, Gemeinderat
- 1979: Johann Sorger, Gemeindekassier
- 1987: Josef Krainer (1930–2016), Landeshauptmann der Steiermark 1980–1996[19]
- 1997: Hans Freyka, Hauptschuldirektor[20]

### Mit Passail verbundene Persönlichkeiten
- Franz Arnfelser (1846–1898), Schuldirektor und Komponist
- Peter Manfred Harrer (* 1971), Politiker (SPÖ), erster Vizebürgermeister, Nationalratsabgeordneter